# Carl Tchilinghiryan

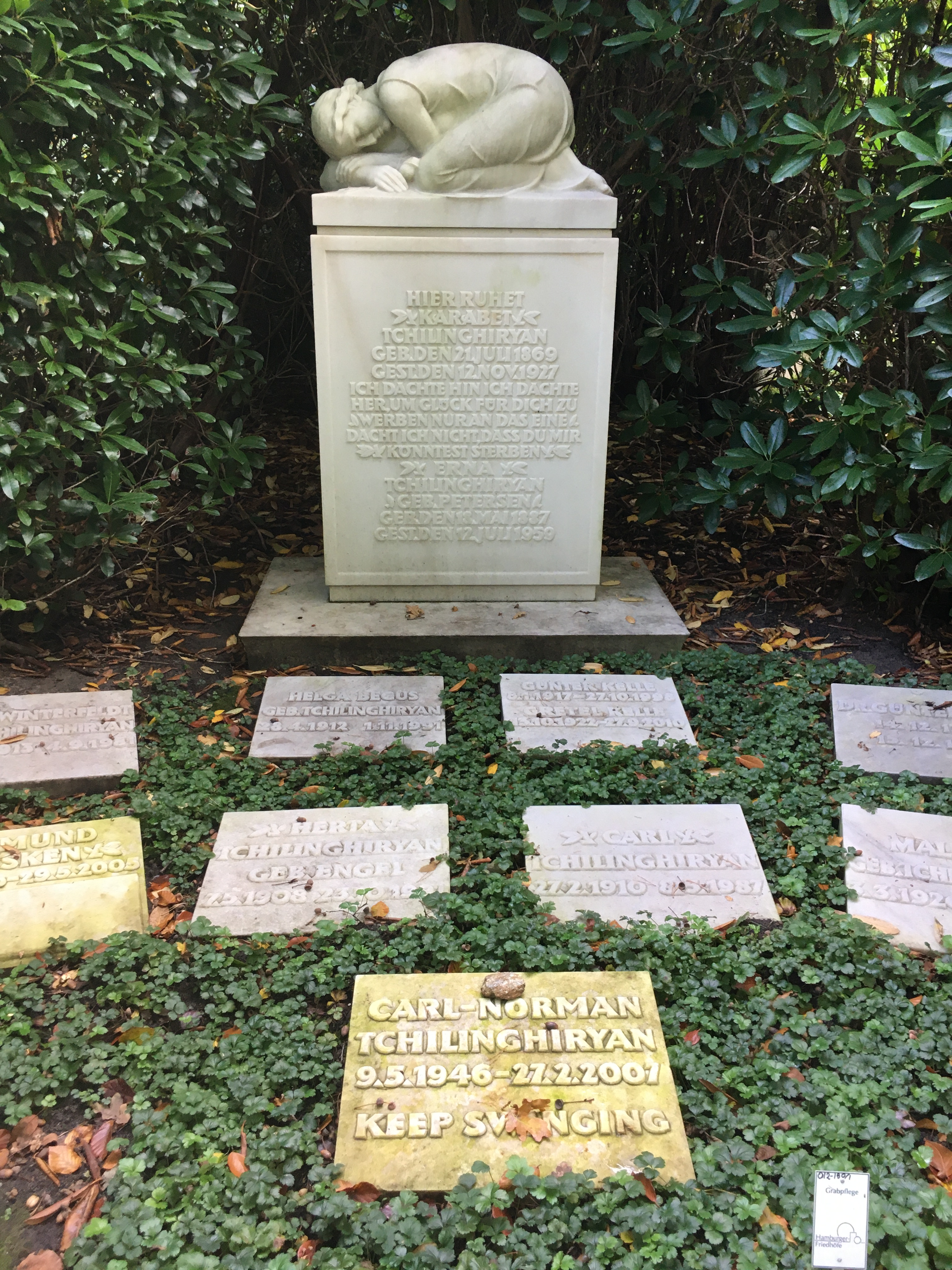
Familiengrab auf dem Friedhof Ohlsdorf

Carl Tchilinghiryan (auch Tchiling-Hiryan, ursprünglich armenisch Կարլ Չիլինգիրյան Karl Tschilingirjan, * 27. Februar 1910 in Hamburg; † 8. Mai 1987 ebenda) war ein Kaufmann und Unternehmer armenisch-deutscher Abstammung und Mitbegründer des Tchibo-Konzerns.

## Familie
Sein Vater, der in Hamburg lebende Kaufmann und Kaffeeröster Karabet Martin Tchilinghiryan, war 1869 in Aydın im Westen der heutigen Türkei geboren worden. Auch dessen in Aydın verstorbener Vater Karabet Mardiros Tchilinghiryan ist Kaufmann gewesen. Carls Mutter Erna, geborene Petersen, stammte aus einer Hamburger lutherischen Familie. Ihr Vater war Gärtner. In Hamburg wurden auch Carls Geschwister Lotte, Wilhelm († 1941) und Margarethe geboren.
Carl Tchilinghiryan starb 1987 und wurde auf dem Ohlsdorfer Friedhof in Hamburg in einer Familiengrabstätte zusammen mit seinen Eltern Karabet Tchilinghiryan (1869–1927) und Erna Tchilinghiryan, geb. Petersen (1887–1959), begraben. Sie liegt im Planquadrat O 12 oberhalb der Cordesallee.

## Unternehmertum
Gemeinsam mit Max Herz gründete er 1949 die Firma „Frisch-Röst-Kaffee Carl Tchiling GmbH“, den heutigen Tchibo-Konzern.
Um die Aussprache seines armenischen Namens für die zukünftigen Tchibo-Kunden zu erleichtern, änderte Tchilinghiryan die Schreibweise seines Namens zu „Carl Tchiling-Hiryan“. Vor der Gründung des Tchibo-Konzerns, an der sich Tchiling-Hiryan und Herz beide mit je 20.000 D-Mark beteiligten, handelte Tchiling-Hiryan als Trockenfruchtspezialist mit Datteln, Feigen und Studentenfutter.
Tchiling-Hiryan bekam wegen geschäftlicher Probleme von Max Herz zunächst einen Kredit über 75.000 DM, der später durch die Abtretung von Anteilen an Tchibo getilgt wurde. Für einen Betrag von insgesamt geschätzt 225.000 DM übernahm Herz das gesamte Unternehmen.